# Jesse Wharton (Politiker)
Jesse Wharton (* 29. Juli 1782 in Covesville, Albemarle County, Virginia; † 22. Juli 1833 in Nashville, Tennessee) war ein US-amerikanischer Politiker (Demokratisch-Republikanische Partei), der den Bundesstaat Tennessee in beiden Kammern des Kongresses vertrat.

## Leben
Nach Abschluss seiner Schulbildung in Virginia studierte Jesse Wharton die Rechtswissenschaften und wurde in die Anwaltskammer aufgenommen. Danach praktizierte er zunächst in seiner Heimat, ehe er nach Tennessee zog und sich dort politisch zu betätigen begann. So erfolgte im Jahr 1806 dann die Wahl ins Repräsentantenhaus der Vereinigten Staaten, wo er vom 4. März 1807 bis zum 3. März 1809 verblieb.
Als George W. Campbell sein Mandat im US-Senat niederlegte, um der Berufung zum Finanzminister der Vereinigten Staaten zu folgen, wurde Jesse Wharton zu dessen kommissarischem Nachfolger ernannt. Er gehörte dem Senat vom 17. März 1814 bis zum 10. Oktober 1815 an, ehe ihn der bei der Nachwahl siegreiche John Williams ablöste. Wharton ging danach wieder seiner Tätigkeit als Anwalt nach. 1832 wurde er in das Kuratorium der Militärakademie West Point, das Board of Visitors, berufen; im folgenden Jahr starb er in Nashville.
Sein Enkel Wharton Jackson Green gehörte von 1883 bis 1887 dem US-Repräsentantenhaus als Vertreter North Carolinas an.